# Meanie 2.0T

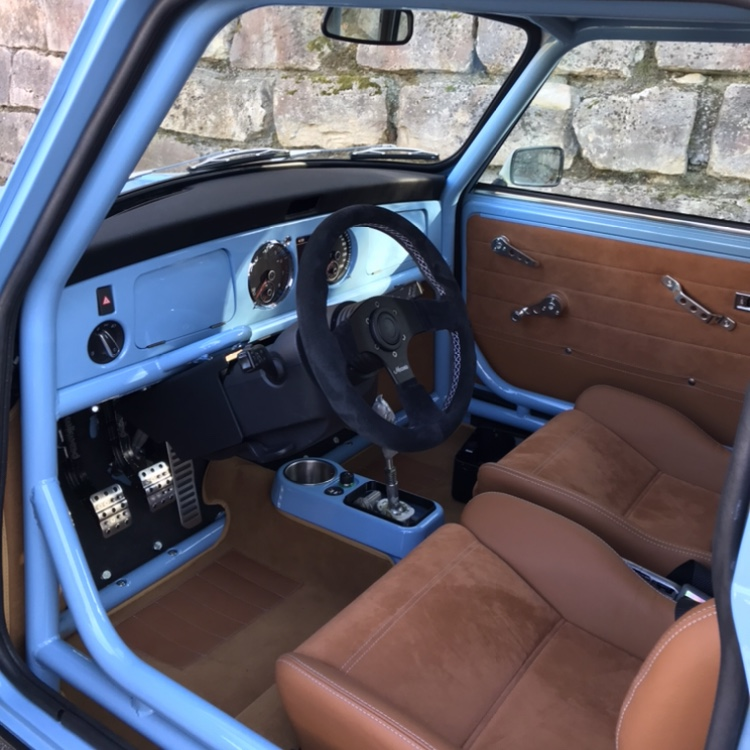
Meanie 2.0T, Interieur

Der Meanie 2.0T ist ein Sportwagen des damaligen Schweizer Automobilherstellers Roos Engineering AG mit Sitz in Safenwil.

## Beschreibung
Der Meanie 2.0T ist ein von Raffael Heierli konstruierter Mittelmotor-Sportwagen in der Optik des klassischen Mini Cooper. Das Fahrzeug wurde nach den Richtlinien einer EG-Kleinserie entwickelt und ist für den Strassenverkehr in Europa zugelassen. Vom Meanie wurden 2018 nur 5 Stück in Handarbeit hergestellt und die Produktion anschliessend eingestellt. Als Preis werden ca. 150'000 Franken angegeben.

## Geschichte
Die Idee zur Entwicklung des Meanie 2.0T begann 2012 im Rahmen der Bachelorarbeit des Erfinders Raffael Heierli an der HSR Rapperswil. Mit der finanziellen Unterstützung des Unternehmers Walter Frey, Inhaber der Emil Frey Gruppe, wurde das Fahrzeug entwickelt, im Anschluss als Prototyp aufgebaut und im Rahmen einer EG-Kleinseriengenehmigung homologiert.
Zwei Unternehmen der Emil-Frey-Gruppe, Emil Frey Classics AG und Roos Engineering AG, haben im Anschluss eine auf fünf Stück limitierte Serie gebaut und die Produktion nach der Herstellung 2018 eingestellt.
Das Fahrzeug wurde am Genfer Auto-Salon 2018 der Öffentlichkeit präsentiert.

## Technik
Der Meanie 2.0T ist ein Mittelmotor-Sportwagen, der von einem Reihen-Vierzylindermotor mit Direkteinspritzung und Turbolader von Volkswagen angetrieben wird. Das Fahrgestell besteht aus einem speziell entwickelten Rohrrahmen aus Chrom-Molybdän-Stahl.
| Motor               | 2.0 Liter TFSI von Volkswagen            |
| Getriebe            | Manuelles 6-Gang-Schaltgetriebe          |
| Leistung            | 167 kW (220 PS) bei 5800/min             |
| Drehmoment          | 340 Nm bei 3700/min                      |
| Kraftstoff          | Benzin unverbleit                        |
| Kraftstoffverbrauch | Stadt: 8,03 \| Land: 5,26 \| Total: 6,29 |